# Зброя поділу гарматного типу

Збірка гарматного типу.

Зброя поділу гарматного типу — ядерна зброя на основі ділення, конструкція якої збирає матеріал, що розщеплюється, у надкритичну масу за допомогою методу «гармати»: стріляючи одним шматком субкритичного матеріалу в інший. Хоча іноді зображується як дві підкритичні півкулі, зведені разом, щоб утворити надкритичну сферу, зазвичай порожнистий снаряд потрапляє в шип, який заповнює отвір у його центрі. Її назва є посиланням на той факт, що вона в середині створює потсріл матеріалом через артилерійський ствол, наче це снаряд.
Оскільки це відносно повільний метод збірки, плутоній не можна використовувати, якщо він не є чистим ізотопом 239. Виробництво бездомішкового плутонію дуже складне і недоцільне. Необхідна кількість урану є відносно великою, і тому загальна ефективність відносно низька. Основною причиною цього є те, що металевий уран не зазнає стиснення (і, як результат, збільшення щільності), як це відбувається при імплозійній конструкції. Натомість бомби гарматного типу збирають надкритичну масу, накопичуючи таку велику кількість урану, що загальна відстань, яку мають подолати дочірні нейтрони, має стільки середніх вільних пробігів, що стає дуже ймовірно, що більшість нейтронів знайдуть ядра урану, щоб зіткнутися з ними, перш ніж втекти надкритична маса.
Перший раз обговорення зброї поділу гарматного типу було частиною програми розробки ядерної бомби British Tube Alloys, першої у світі програми розробки ядерної бомби. Британська доповідь MAUD від 1941 року виклала, як «ефективна уранова бомба, яка містить близько 25 фунтів активного матеріалу, була б еквівалентною щодо руйнівної дії 1800 тоннам тротилу». Бомба використовуватиме конструкцію гарматного типу, «щоб зблизити дві половини на високій швидкості, і пропонувалось зробити це, вистріливши їх разом із зарядами звичайною вибухівкою у формі подвійної гармати».

## Малюк

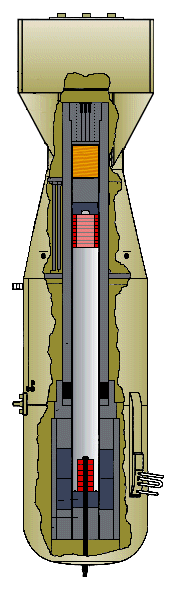
Внутрішня частина зброї Малюка, використаної в Хіросімі. Червоним позначено уран-235.

Метод «гармати» — це приблизно те, як працювала зброя «Малюк», яка була підірвана над Хіросімою, використовуючи уран-235 як матеріал, що розщеплюється. У конструкції Малюка «куля» U-235 мала масу близько 39 кілонрам, 17,8 см завдовжки, та діаметром 15,9 см. Порожниста циліндрична форма зробила його підкритичним. Він живився від кордитного заряду. Вага уранової мішені становила близько 26 кг. І куля, і мішень складалися з кількох кілець, складених разом.
Використання «кілець» мало дві переваги: це дозволяло більшій кулі впевнено залишатися підкритичним (порожниста колона слугувала для того, щоб матеріал не мав занадто сильного контакту з іншим матеріалом), і це дозволяло тестувати підкритичні збірки за допомогою та сама куля, але лише з одним кільцем.
Спочатку Манхеттенський проект був спрямований на створення гарматної зброї, яка використовувала плутоній як джерело розщеплюваного матеріалу, відомого як «Худий» через його надзвичайну довжину. Вважалося, що якби можна було створити плутонієву бомбу гарматного типу, то уранову бомбу гарматного типу було б дуже легко зробити для порівняння. Однак у квітні 1944 року було виявлено, що вирощений в реакторі плутоній (Pu-239) забруднений іншим ізотопом плутонію, Pu-240, який збільшує швидкість спонтанного вивільнення нейтронів матеріалу, роблячи попередню детонацію неминучою. З цієї причини вважалось, що бомба гарматного типу може використовуватися лише зі збагаченим урановим паливом. Хоча невідомо, чи можливо створити композитну конструкцію, використовуючи лише високоякісний плутоній у кулі.
Після того, як було виявлено, що програма «Худий» не матиме успіху, Лос-Аламос переорієнтував свої зусилля на створення плутонієвої зброї імплозійного типу: «Товстун». Гарматна програма повністю перейшла на розробку уранової бомби.
Хоча в Малюку було близько 60 кілограмів 80%-го урану U-235, мінімум становив приблизно 20-25 кг, проти 15 кг для бомби з імплозивним методом.

## Ядерна артилерія США

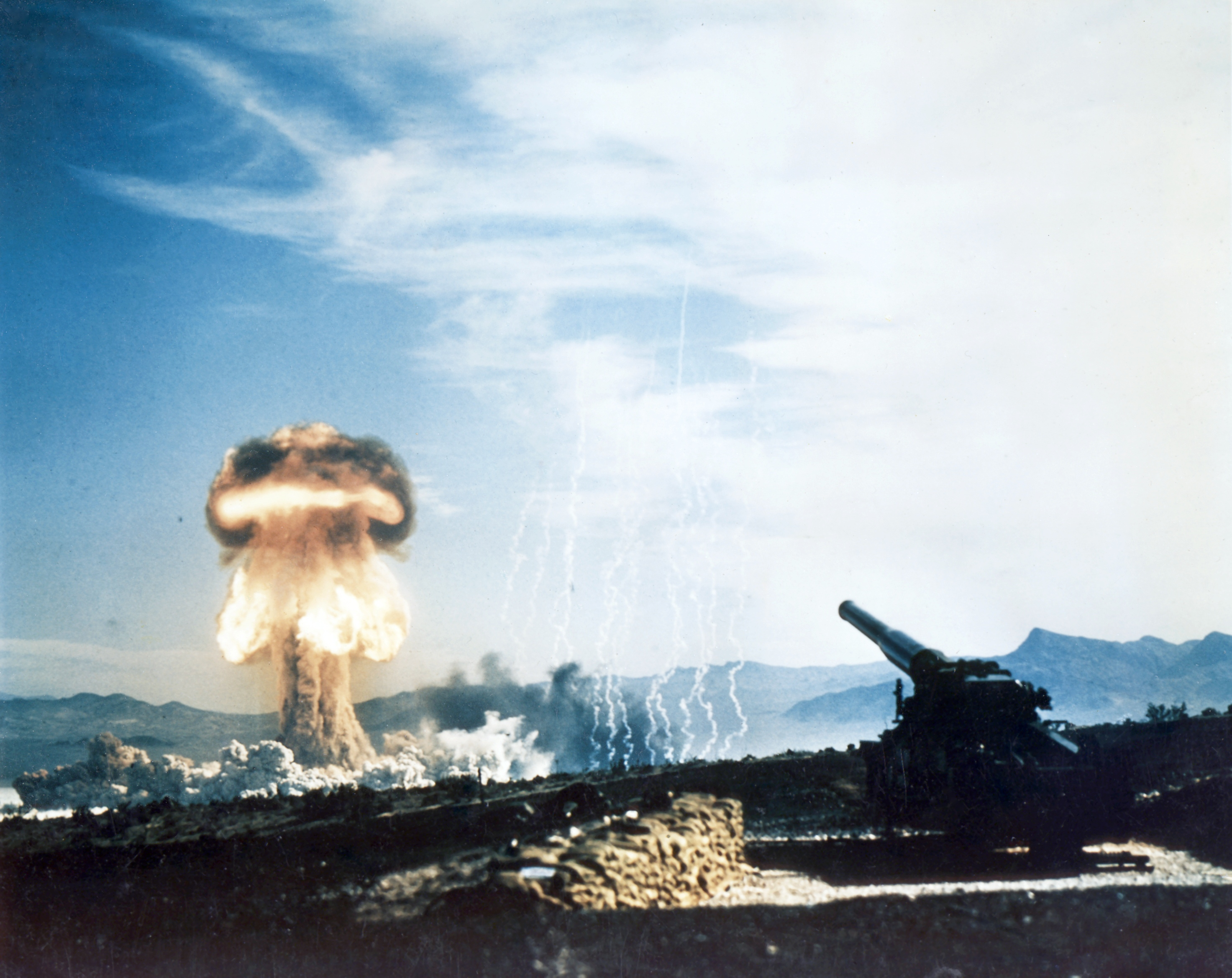
Upshot–Knothole Grable, випробування ядерного артилерійського снаряда 1953 року на випробувальному полігоні Невади (фото зображує 280-мм гармату та вибух), використовувало снаряд гарматного типу.

Гарматний метод також застосовувався для ядерних артилерійських снарядів, оскільки простішу конструкцію можна легше сконструювати, щоб витримувати швидке прискорення та перевантаження, що надаються артилерійською гарматою, і оскільки менший діаметр конструкції гарматного типу може бути відносно легко пристосовується до снарядів, якими можна стріляти з існуючої артилерії.
Американська ядерна артилерійська зброя гарматного типу W9 була випробувана 25 травня 1953 року на випробувальному полігоні в Неваді. Випущений у рамках операції Upshot–Knothole під кодовою назвою Shot GRABLE 280-міліметровий снаряд був випущений на висоті 10 000 метрів і детонував на висоті 160 метрів над землею з орієнтовною потужністю 15 кілотонн. Потужність вибуху була приблизно така ж, як у Little Boy, хоча W9 мав менше ваги в десять разів (365 кг проти 4000 кг). Довжина снаряда становила 1384 мм.

## Список американської зброї гарматного типу

### Бомби
- Mark 1 «Малюк», 1945–1951
- Mark 2 «Сін мен», скасована в 1944 році
- Mark 8 (розривник бункера), 1952–1957
- Mark 10, скасована 1952
- Mark 11 (розривник бункера), 1956–1960

### Артилерія
- W9, 1952–1957
- W19, 1955–1963
- W23, 1956–1962
- W33, 1957–1992